# Gia Lewis-Smallwood

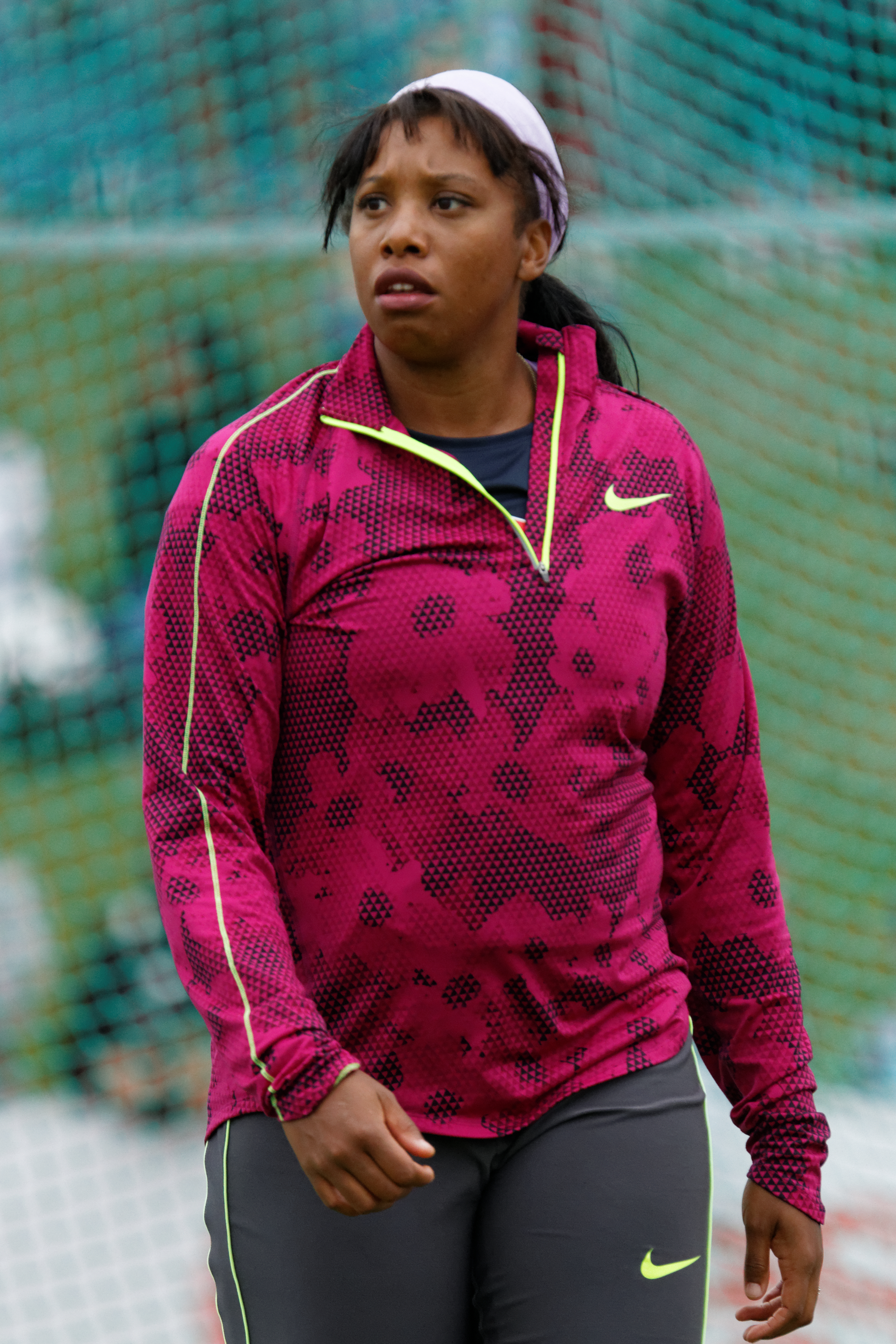
Gia Lewis-Smallwood, 2014

Gia Lewis-Smallwood (Gia Gerisha Lewis-Smallwood; * 1. April 1979 in Urbana, Illinois) ist eine US-amerikanische Diskuswerferin.
2011 schied sie bei den Weltmeisterschaften in Daegu in der Qualifikation aus und wurde Vierte bei den Panamerikanischen Spielen in Guadalajara.
Bei den Olympischen Spielen 2012 in London kam sie nicht über die erste Runde hinaus.
2013 wurde sie Fünfte bei den Weltmeisterschaften in Moskau, und 2014 siegte sie beim Continentalcup in Marrakesch.
2015 gewann sie Bronze bei den Panamerikanischen Spielen in Toronto und wurde Elfte bei den Weltmeisterschaften in Peking.
2013, 2014 und 2015 wurde sie US-Meisterin.

## Persönliche Bestleistungen
- Diskuswurf: 69,17 m, 20. August 2014, Angers
  - Halle: 55,03 m, 12. März 2011, Växjö
- Gewichtweitwurf (Halle): 18,91 m, 26. Januar 2002, Champaign